# Sodality Chapel
Die Sodality Chapel ist eine römisch-katholische Kapelle auf dem Campus des Spring Hill College in Mobile im US-Bundesstaat Alabama. Sie wurde 1850 errichtet im Stil der Greek Revival und am 18. Oktober 1984 auf das National Register of Historic Places aufgenommen als Teil der 19th Century Spring Hill Neighborhood Thematic Resource.

## Geschichte
Das einzelne Schiff der rechteckigen Kapelle führt zum viereckigen Altarraum. Die niedrige Grundlegung enthält Steinstützen.
Die doppelte Tür des Haupteingangs an der Nordseite wird von einem halbrunden Kämpfer überragt. Der zweite Eingang befindet sich an der Südseite. Die Ost- und Westfassaden haben jeweils drei regelmäßig verstreuten Fenster.
Der Bau blieb unverändert seit seiner Errichtung, außer der Sakristei, die später hinzugefügt wurde und niedriger ist als das Hauptteil.